# Курышко, Пётр Васильевич
Пётр Васильевич Курышко (12(24).10.1894 — 18.02.1921) — российский и советский военный деятель, вахмистр/начдив. Участник Гражданской войны. Кавалер ордена Красного Знамени (1919).

## Биография
Родился 12(24).10.1894 г. в с. Отрадовка (Ростовская область)в семье иногороднего крестьянина. Украинец. Беспартийный. Образование: среднее, учился в сельской школе. Работал пастухом и возчиком почты.

### В РИА
В Русской императорской армии с 1915 года, Окончил полковую учебную команду и произведён в младшие унтер-офицеры. Участвовал в Первой мировой войне на Турецком фронте, дослужился до чина вахмистра. 

### В РККА
Служил в РККА с 05.1918 года;
Командир Отрадовского кавалерийского отряда 1917- 1918;  
Командир Отрадовского отряда 2-го Донского кавалерийского полка 05.1918- 1918; 
командир кавалерийского дивизиона 2-го Донского кавалерийского полка 1918- 1918; 
Нач. конной разведки 1-го Кубанского кавалерийского полка 1918- 1919; 
Комвзвода конной разведки 1-го Кубанского кавалерийского полка; командир эскадрона, 37-я стр. дивизия 05.1919- 07.1919; 
Комполка 1-го Кубанского 07.1919- 1919; 
С июля 1919 г. - командир 3-го Кубанского казачьего полка в составе конного корпуса Б. М. Думенко.; 
Командир кавалерийской бригады, 10-я армия 11.1919-01.1920; За мужество и отвагу в бою 6 ноября 1919 годе Реввоенсовет Республики наградил П. В. Курышко орденом Красного Знамени. Приказ РВСР № 293 от 17 июня 1920 года 
01.1920- 03.1920 командующий оперативной кавалерийской группой; 
03.1920-28.03.1920 -  комбриг отдельной кавалерийской бригады; 
28.03.1920-15.04.1920 -  начдив отдельной кавалерийской дивизии; 
23.03-2.06.20, 26.06.20-18.02.21 - начдив  18-й кавалерийской дивизии ; 
17 раз ранен. 

### Последний бой
На рассвете 17 февраля 1921 года 18-я кавалерийская дивизия, форсировав пограничную между Азербайджаном и Грузией реку Алазань, двумя колоннами двинулась к селу Царские Колодцы (ныне Цители-Цкаро), в котором засел сильный гарнизон меньшевистских войск под командованием белогвардейских офицеров. Первую колонну — 103-й и 104-й полки — вел сам П. В. Курышко. К 16 часам войска кольцом охватили село. Большинство солдат сдались в плен. Однако засевшая в казармах в центре села группа меньшевистских «гвардейцев» продолжала оказывать сопротивление, В 2 часа ночи 18 февраля П. В. Курышко лично возглавил штурм одной из казарм. В этом бою вражеская пуля сразила прославленного начдива.
Реввоенсовет Республики посмертно наградил П. В. Курышко орденом Красного Знамени вторично. В приказе РВС № 264 от 20 сентября 1921 года говорилось: 

«Поступив в 1918 году добровольцем в ряды Красной Армии, тов. Курышко участвовал в многочисленных боях с врагами Рабоче-Крестьянской власти: под стенами г. Царицына, в победоносном наступлении на Северный Кавказ, в подавлении мятежа в Елизаветполе, в освобождении трудящихся масс Армении от гнета дашнаков и в геройской схватке пролетариата Грузии с меньшевистской властью. В этих боевых операциях тов. Курышко был 18 раз ранен. В бою у Царских Колодцев 17 февраля 1921 года за обладание укрепленными казармами, являвшимися для противника оплотом позиции, тов. Курышко, командуя дивизией, увлек за собой наши наступающие части. Бросившись первым в атаку на превосходившего в силах врага, воодушевил наши части примером беззаветной храбрости и преданности заветам революционной борьбы».— 
18.02.1921 погиб в бою; похоронен на родине в селе Отрадовка, Азовский район, Донская область.

## Награды
- Орден Красного Знамени (17.07.1920)
- Орден Красного Знамени (20.09.1921, посмертно)[3];
- Орден Красного Знамени Азербайджанской ССР (1921)
- был представлен к награде золотым оружием, дважды получал памятные подарки ЦИКа

## Память
- Его имя увековечено в Главном Храме Вооружённых сил России, и навсегда запечатлено на мемориале «Дорога памяти».
- В с. Отрадовка Азовского района, откуда в 1918 г. выходил в поход за Советскую власть небольшой красногвардейский отряд во главе с П. В. Курышко, его именем назван колхоз.
- На его могиле, установлен памятник П. В. Курышко
- второй памятник П. В. Курышко сооружен в грузинском селе Цители-Цкаро, на месте последнего подвига героя. На нем проникновенная надпись: "Дорогому бойцу-начальнику 18-й кавалерийской дивизии П. В. Курышко, погибшему за освобождение трудящихся Грузии", "Нашему другу и герою от Сигнахского уезда Грузии и отдельной кавалерийской бригады армии" Павшим воинам.